# Klooster Mariënbosch

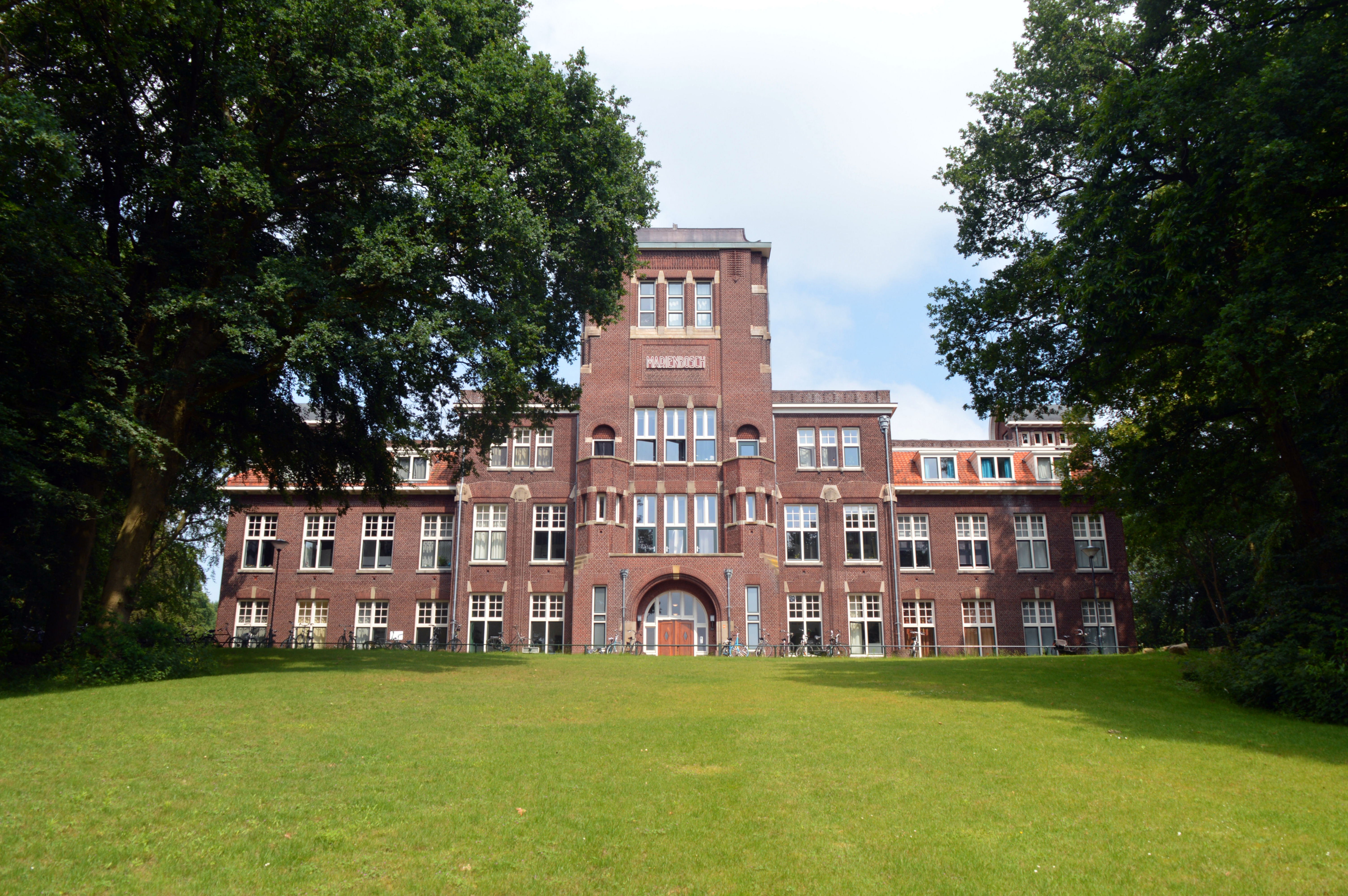
Voorgevel Mariënbosch

Mariënbosch is een voormalig klooster en meisjespensionaat in Nijmegen. In het klooster woonden de zusters van Jezus, Maria en Jozef. De kostschool was verbonden aan de eerste katholieke middelbare meisjesschool van Nederland. 
Mariënbosch bevindt zich aan de rand van de stad op hoek van de Groesbeekseweg en de Sophiaweg, grenzend aan Heilig Landstichting. Het pand is markant gelegen op een hoogte in het Mariënbosch.

## Geschiedenis
Het gebouw werd in opdracht van de zusters ontworpen door Charles Estourgie. Het kwam gereed in 1924. Het klooster is opgetrokken in donkere baksteen met zandstenen versieringen, in een stijl die beïnvloed werd door Oscar Leeuw uit diens tweede periode en door de zenderzaal van Radio Kootwijk in de stijl van art deco met elementen van de Amsterdamse School. Het gebouw toont enige verwantschap met het Bisschop Hamerhuis van de architect uit dezelfde periode. In 1925 werd een schoolgebouw toegevoegd. In 1929 bouwde Estourgie een kapel in baksteenexpressionisme binnen het kloostercarré. Het gebouw speelt een representatieve rol binnen het oeuvre van deze architect.
Nadat het gebouw zijn functie als klooster had verloren, waren er eerst enige tijd Poolse werknemers gehuisvest. Hierna was het de bedoeling dat een projectontwikkelaar het gebouw zou omvormen tot appartementencomplex, maar dit ging niet door vanwege gebrek aan belangstelling. Vanaf begin 2009 tot 2013 werd het pand beheerd door een anti-kraakorganisatie en woonden er enkele personen. 
In 2010 kwamen er plannen om studenten in het voormalige klooster te huisvesten. In 2014 werd hiertoe een begin gemaakt met de renovatie en uitbreiding van het klooster. De renovatie werd in mei 2015 voltooid en het klooster biedt nu huisvesting aan voor 349 studenten.

## Afbeeldingen

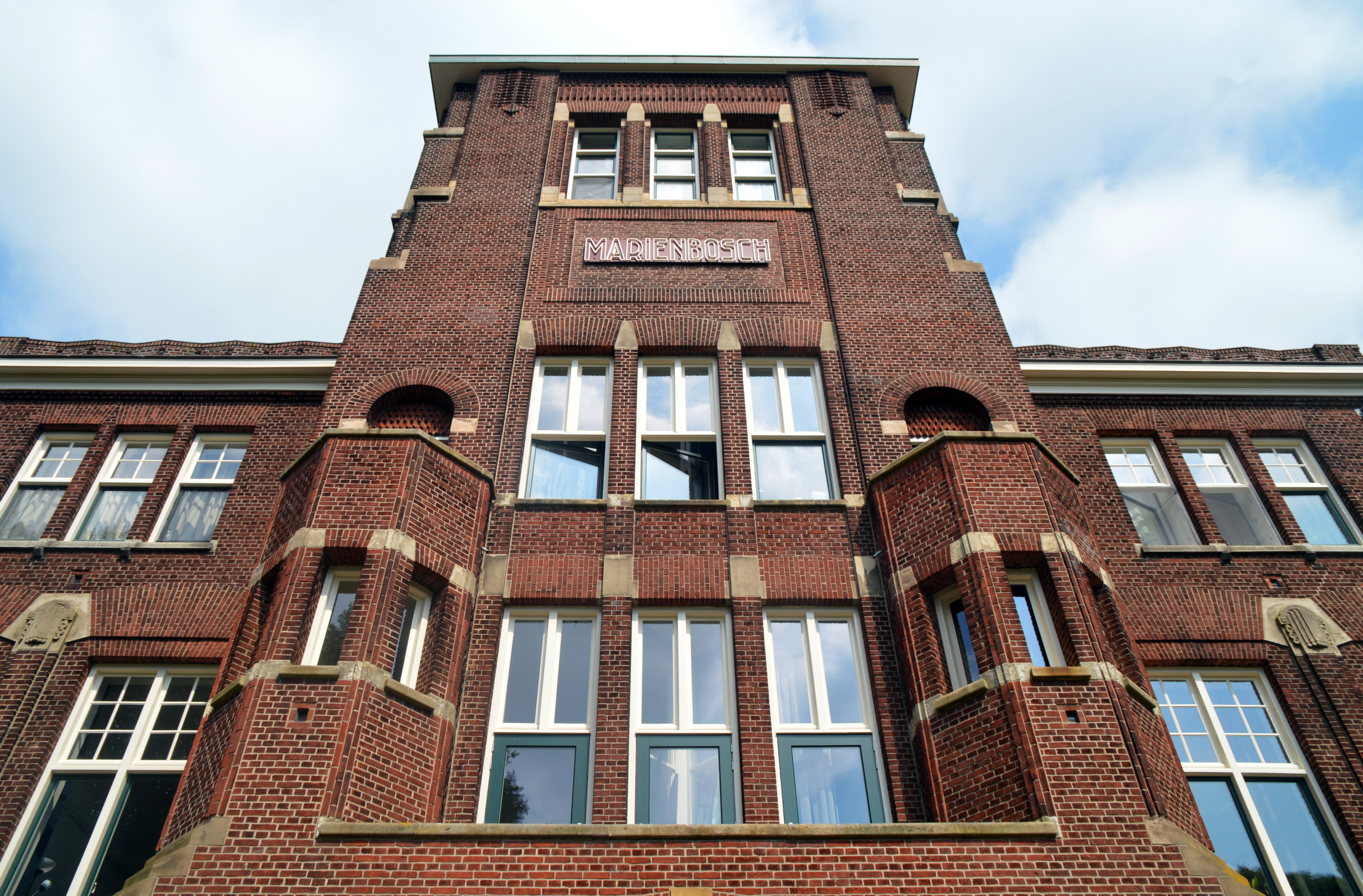
Voorgevel
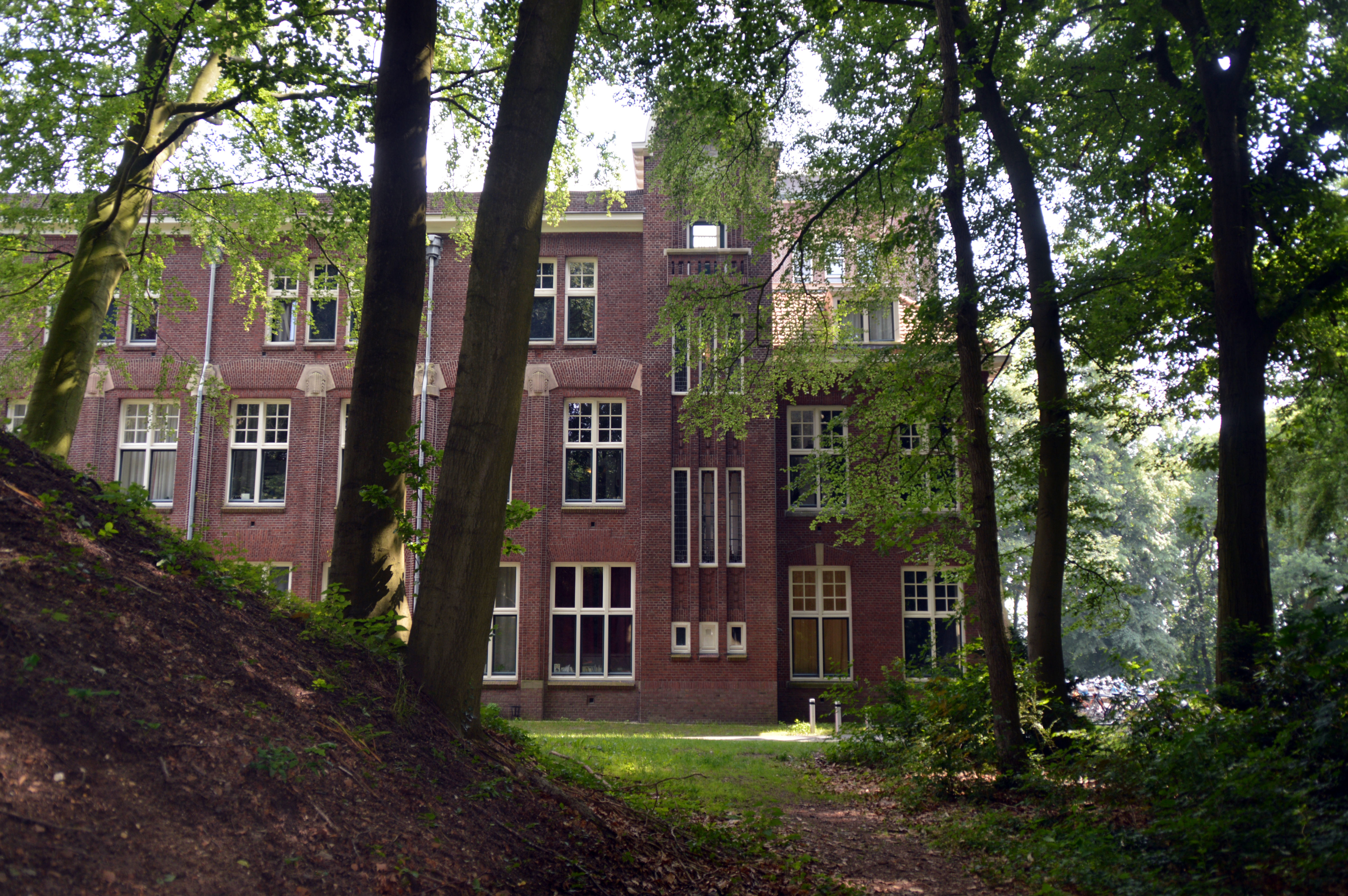
Zijgevel
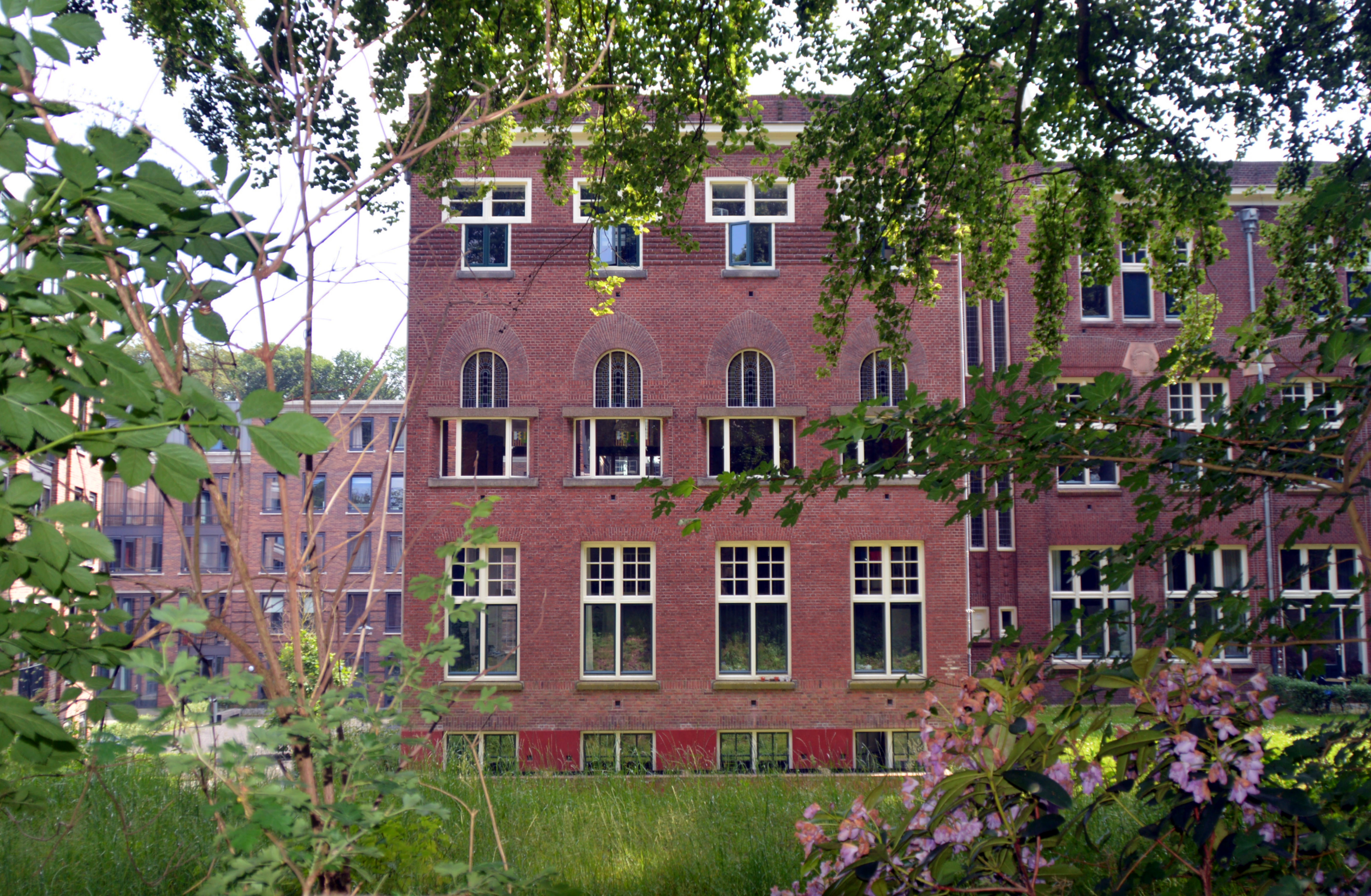
Zijgevel
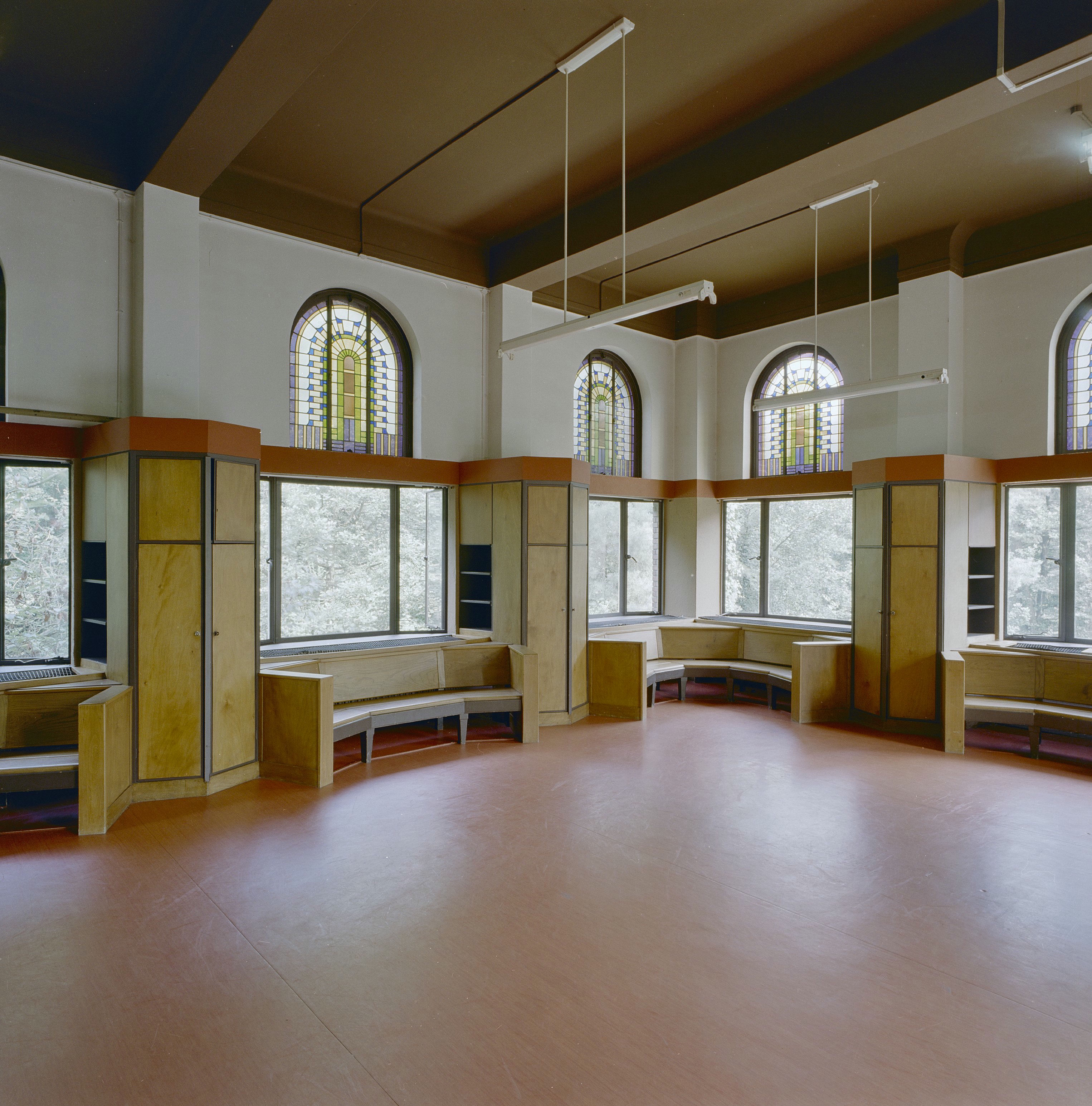
Interieur, boven verdieping, speelzaal
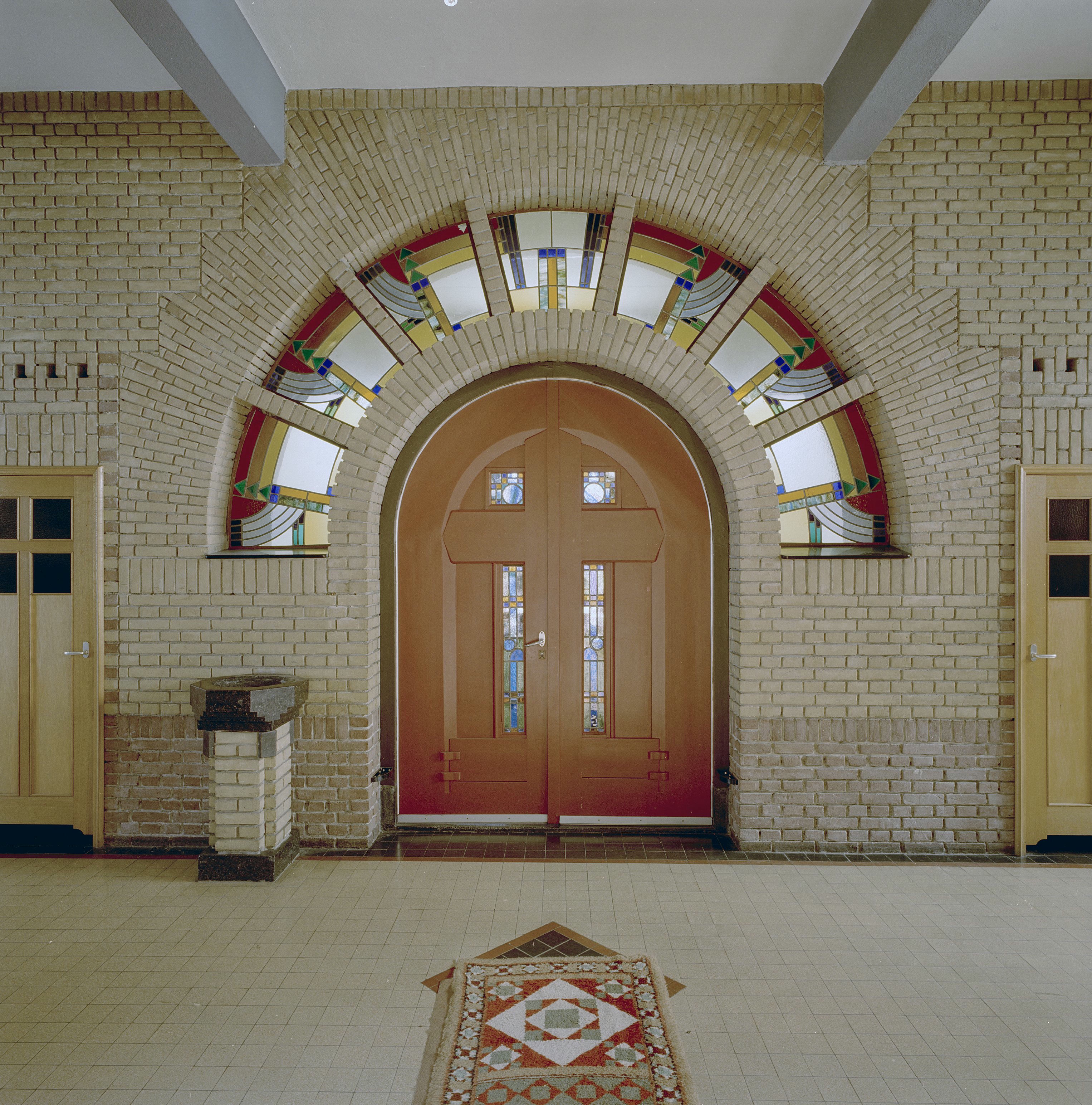
Deur van kapel
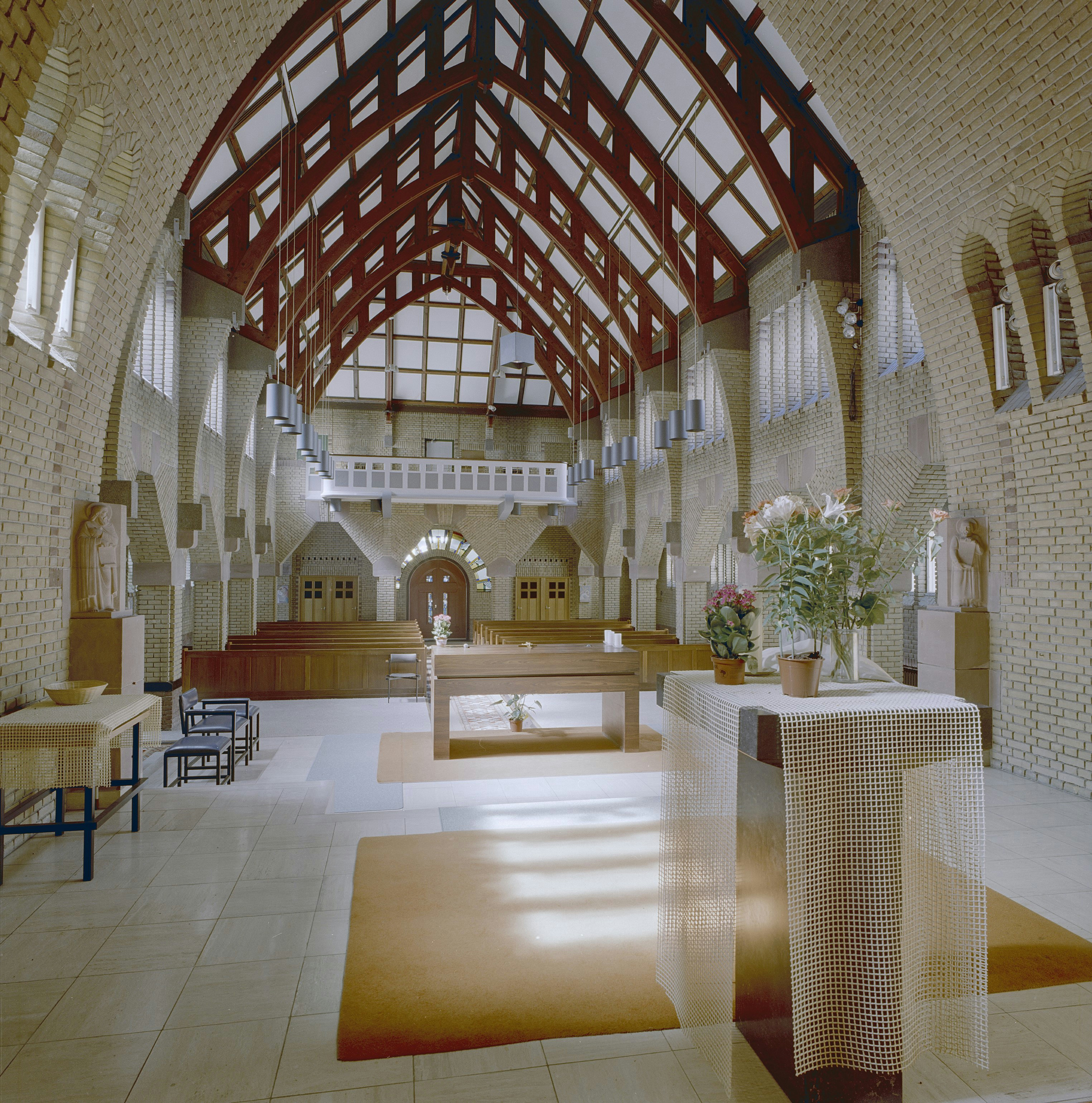
Interieur kloosterkapel
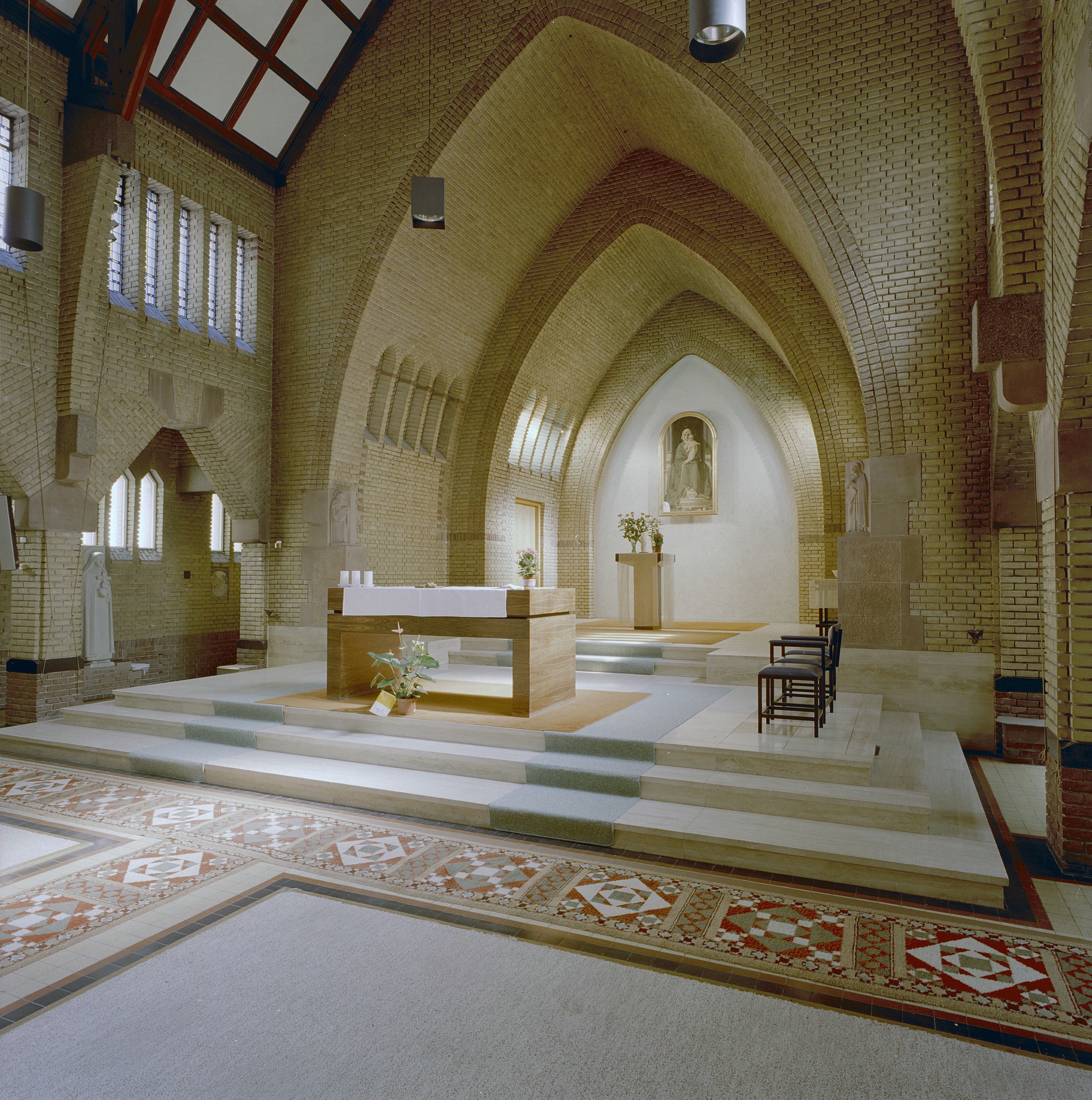
Interieur kloosterkapel
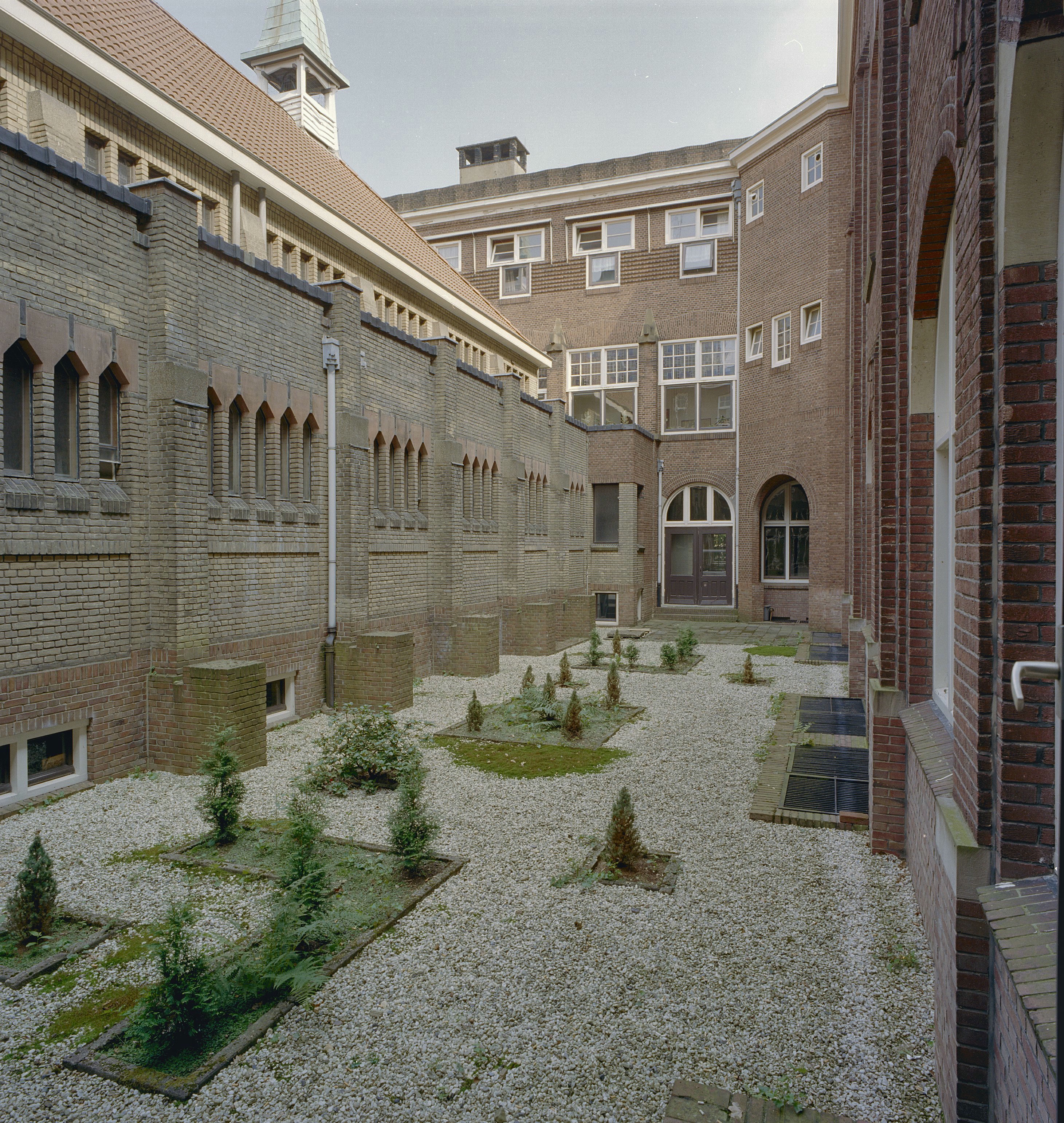
Binnentuin